# Ochtyrka
Ochtyrka (ukrainisch Охтирка; russisch Ахтырка Achtyrka) ist eine Stadt in der Oblast Sumy im Nordosten der Ukraine und administratives Zentrum des gleichnamigen Rajons.
Die Stadt liegt am Ochtyrka-Fluss, der unterhalb der Stadt in die Worskla, einen Nebenfluss des Dneprs, mündet.

## Geschichte
Eine slawische Siedlung existierte an dieser Stelle seit den Zeiten der Kiewer Rus und wurde von Tataren um 1240 zerstört. Am 29. März 1641 wurde von polnischen Truppen eine Festung am Berg Ochtyr errichtet, um die östlichen Grenzen Polen-Litauens vor den Tataren zu schützen. Der Name der Stadt ist auf turk-stämmige Wurzeln zurückzuführen, wobei eine von mehreren Hypothesen lautet, dass der durch die Stadt verlaufende Fluss Ochtyrka der Siedlung den Namen gab, da dieser dem turksprachigen Begriff für "fauler Fluss" sehr ähnlich ist.
1654 wurde in dem Ort das orthodoxe heilige Dreifaltigkeitskloster von Mönchen aus dem Kloster Lebedyn gegründet, die von dort vor Repressionen seitens der Katholiken geflohen waren. 1655 erhielt der Ort im Zuge der Lossagung des Kosakenstaates von Polen-Litauen ein eigenes Kosakenpulk. Mit der Eingliederung des Kosakenstaates in das Russische Reich werden Ochtyrka 1703 die Stadtrechte verliehen.
Das Kloster, welches sich auf dem Berg Ochtyrka befindet, war inzwischen durch Schenkungen der Zaren Alexei I. und Peter dem Großen stark angewachsen. So unterstand ihm etwa ab 1720 die reiche Stadt Trostjanez. Ochtyrka war zunächst Hauptort des Gouvernements Sloboda-Ukraine, wurde dann aber Teil des Gouvernement Charkow und Verwaltungszentrum des Ujesd Ochtyrka. 1709 kämpften die Kosaken der Stadt in der Schlacht bei Poltawa nicht mit den Kosaken unter dem Hetman Iwan Masepa, sondern auf Seiten des Russischen Reiches. Überwiegend war das Pulk allerdings in Kämpfe mit den Tataren verwickelt. Ab Anfang des 18. Jahrhunderts nahm neben der militärischen und religiösen Bedeutung auch die als Handels- und Produktionszentrum zu. Eine besondere Relevanz hatte die Tabakverarbeitung in Manufakturen, bei welcher der Ort 1718 an erster Stelle im Russischen Reich stand.
1765 wurde das Kosakenpulk auf Veranlassung von Katharina der Großen in eine Husareneinheit umgewandelt, in welcher etwa der Kriegsschriftsteller Denis Dawydow, der Dichter Michail Lermontow, der Komponist Alexander Aljabjew und der Dekrabrist Sergei Murawjow-Apostol ihren Dienst ableisteten.
Nachdem das Kloster von Katharina II. geschlossen und zerstört worden war, wurde 1842 die Anweisung gegeben, mit dem Wiederaufbau zu beginnen. Das unter den Weblinks aufgeführte Bild zeigt eine Ansicht des Klosters aus dem 19. Jh.
1874 wurde eine Lokalausgabe von Briefmarken ausgegeben. 1881 lebten in der Stadt 22.030 Einwohner, welche insbesondere von der Produktion von Talg, Kerzen, Leder und Töpferwaren lebten. Bis 1897 wuchs die Zahl auf 23.399 Bewohner an. Damals waren 89,1 % der Einwohner Ukrainer, 11,1 % Russen, 0,7 % Juden, 0,3 % Polen und 0,3 % Tataren.
Im Zuge des Ersten Weltkriegs wurden die Juden aus der Stadt vertrieben. 1917 wurde das Kloster von den Bolschewiki geschlossen und im Zweiten Weltkrieg als Kaserne genutzt. Im Zweiten Weltkrieg war die Stadt von den Deutschen besetzt. Im August 1943 kam es im Zuge der Belgorod-Charkiw-Offensive der Roten Armee zu Kämpfen in der Umgebung der Stadt. Nach dem Krieg wurden die Gebäude des Klosters abgetragen, um Baumaterial zu gewinnen. Lediglich der Kirchturm überstand die Sowjetzeit.
Am 8. Dezember 1966 wird die Stadt auf ihren heutigen ukrainischen Namen umbenannt, vorher trug sie den Namen Achtyrka (Ахтиркa).
Während des Kalten Krieges wurde in Ochtyrka eine Raketenabschussbasis errichtet. Darüber hinaus verfügte die Stadt über einen Militärflugplatz. Nachdem die Bevölkerung zwischen 1979 und 1989 von 45.785 auf 51.042 Einwohner angewachsen war, ist sie in der Transformationsphase leicht zurückgegangen. Der Rückgang um weniger als 2 % ist allerdings relativ gering im Vergleich zu vielen anderen Städten. Seit Anfang 2002 wird das Kloster, welches der russisch-orthodoxen Kirche untersteht, wiedererrichtet.
Nach der Stadt ist auch ein Landgut bei Moskau benannt.

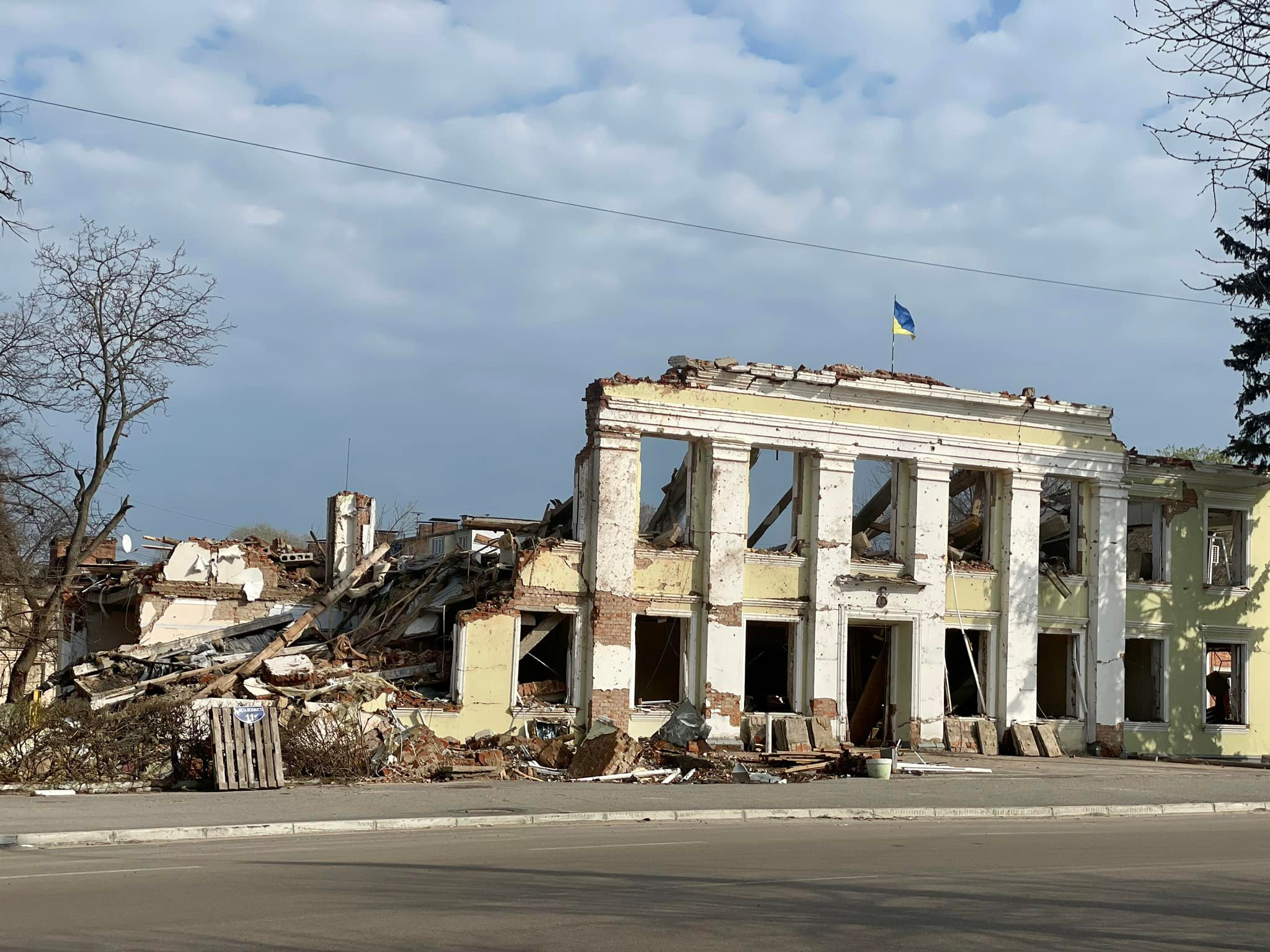
Stadtrat von Ochtyrka nach dem Krieg

Im Rahmen des Russischen Überfalls auf die Ukraine wurde Ochtyrka am 25. Februar 2022 von russischen Truppen mit Streumunition beschossen. Dabei wurde ein Krankenhaus und ein Kindergarten getroffen, wobei drei Zivilisten getötet worden sind, darunter ein Kind. Die Zahl der Toten wurde später auf sieben erhöht, darunter zwei Kinder. Einen Tag später wurde eine Militäreinrichtung bombardiert, wobei es mindestens 70 Tote gab. Am 8. März 2022 wurde Gebäude des Stadtrats, ein Werk des sozialistischen Klassizismus, durch einen Luftangriff zerstört. Andere Gebäude im Stadtzentrum, darunter ein Kaufhaus, das Heimatmuseum und ein Kulturzentrum, wurden beschädigt. Dennoch gelang es den Angreifern nicht, die Stadt vollständig zu erobern, so dass sie am 24. März 2022 – per Dekret des Präsidenten Wolodymyr Selenskyj – zur Heldenstadt erklärt und zwei Wochen später die ganze Region befreit wurde. Das Wärmekraftwerk wurde Anfang März ebenfalls schwer beschädigt. Dort gab es mindestens fünf Tote. Zudem wurde das Bahnhofsgebäude komplett zerstört und musste abgerissen werden.

## Verwaltungsgliederung
Am 3. Oktober 2019 wurde die Stadt zum Zentrum der neugegründeten Stadtgemeinde Ochtyrka (Охтирська міська громада/Ochtyrska miska hromada). Zu dieser zählen auch die 10 in der untenstehenden Tabelle aufgelisteten Dörfer, bis dahin bildete sie zusammen mit den Dörfern Kosjatyn, Kudaniwka, Prystan, Saluschany und Welyke Osero die gleichnamige Stadtratsgemeinde Ochtyrka (Охтирська міська рада/Ochtyrska miska rada) unter Oblastverwaltung im Nordosten des ihn umgebenden Rajons Ochtyrka.
Am 17. Juli 2020 kam es im Zuge einer großen Rajonsreform zum Anschluss des Rajonsgebietes an den Rajon Ochtyrka.
Folgende Orte sind neben dem Hauptort Ochtyrka Teil der Gemeinde:
| Name                     | Name           | Name                               |
| ukrainisch transkribiert | ukrainisch     | russisch                           |
| ------------------------ | -------------- | ---------------------------------- |
| Budne                    | Будне          | Будное (Budnoje)                   |
| Klymentowe               | Климентове     | Климентово (Klimentowo)            |
| Kosjatyn                 | Козятин        | Козятин (Kosjatin)                 |
| Pisky                    | Піски          | Пески (Peski)                      |
| Podil                    | Поділ          | Подол (Podol)                      |
| Prystan                  | Пристань       | Пристань (Pristan)                 |
| Saluschany               | Залужани       | Залужаны                           |
| Sossonka                 | Сосонка        | Сосонка                            |
| Stara Iwaniwka           | Стара Іванівка | Старая Ивановка (Staraja Iwanowka) |
| Welyke Osero             | Велике Озеро   | Великое Озеро (Welikoje Osero)     |

## Bevölkerungsentwicklung
| 1979   | 1989   | 2001   | 2005   | 2025   |
| ------ | ------ | ------ | ------ | ------ |
| 45.785 | 50.726 | 50.399 | 49.599 | 43.000 |

Quelle: 

## Sehenswürdigkeiten und Kulturgüter
Die Pokrowskij-Kathedrale (Maria-Schutz-Kathedrale) wurde 1753 nach Plänen der Architekten Dmitri Wassiljewitsch Uchtomski und S. Dudinski errichtet. Der Hauptkörper des Bauwerks besitzt einen achteckigen Grundriss, in dem vier mächtige Pfeiler ruhen, die die große Kuppel tragen. Darauf befindet sich ein mächtiger Turm mit großen Oberlichtfenstern. Die zwei Seitenräume werden von einem jeweils eigenen Gewölbe überdacht, auf denen ein kleinerer Turm mit Zwiebeldach aufsitzt. Die senkrechte Gliederung der Außenfassade betonen rustifizierte Pilaster. Dazwischen liegen große Fenster mit sie umfassenden Putzelementen. Im Innenraum bestimmen florale und rocailleartige Stuckformen die Wandflächen. Die Kirche zählt zu den einzigartigen Bauwerken des ukrainischen Barocks.

## Wirtschaft und Verkehr
Wirtschaftlich ist insbesondere die Maschinenbauindustrie von Bedeutung. Daneben spielen auch Leicht- und Nahrungsmittelindustrie eine Rolle. In der Nähe der Stadt wird Öl und Gas gefördert (Ukrnafta). Ochtyrka liegt an der Regionalstraße P-17 zwischen Poltawa und Sumy und den Territorialstraßen T–21–06 und T–17–05. Über eine Stichstrecke besteht Anschluss an die Eisenbahnlinie zwischen Charkiw und Sumy.

## Söhne und Töchter der Stadt
- Michail Petrowitsch Arzybaschew (1878–1927), russischer Erzähler
- Tetjana Holowtschenko (* 1980), ukrainische Mittel- und Langstreckenläuferin
- Alexander Konstantinowitsch Nikitin (* 1952), russischer U-Boot-Kapitän und Umweltschützer
- Jakiw Schtschoholiw (1824–1898), ukrainischer romantischer Dichter